# Les Deux Diane
Les Deux Diane est un roman historique publié en 1846-47 sous le nom d'Alexandre Dumas mais, de son propre aveu, écrit entièrement par son ami et collaborateur Paul Meurice. Les « deux Dianes » du titre sont Diane de Poitiers (la maîtresse d'Henri II) et sa supposée fille Diane de Castro. Le cadre du roman est antérieur à la trilogie des Valois mieux connue de Dumas. Le personnage principal est Gabriel, comte de Montgomery ; les autres personnages incluent Martin Guerre, Catherine de Médicis et Ambroise Paré. Lorsque Meurice publia en 1865 une adaptation théâtrale du roman, Dumas fit paraître dans les journaux une lettre ouverte, déclarant qu'il n'avait même jamais lu le livre et que Meurice en était le véritable auteur. La lettre fut ensuite utilisée comme préface à l'adaptation théâtrale. Selon F. W. J. Hemmings, Les Deux Diane est « entièrement dépourvu de l'habileté habituelle de Dumas » (« entirely lacking in Dumas's usual deftness of touch »),,,,,.